# Castillo de Vallen

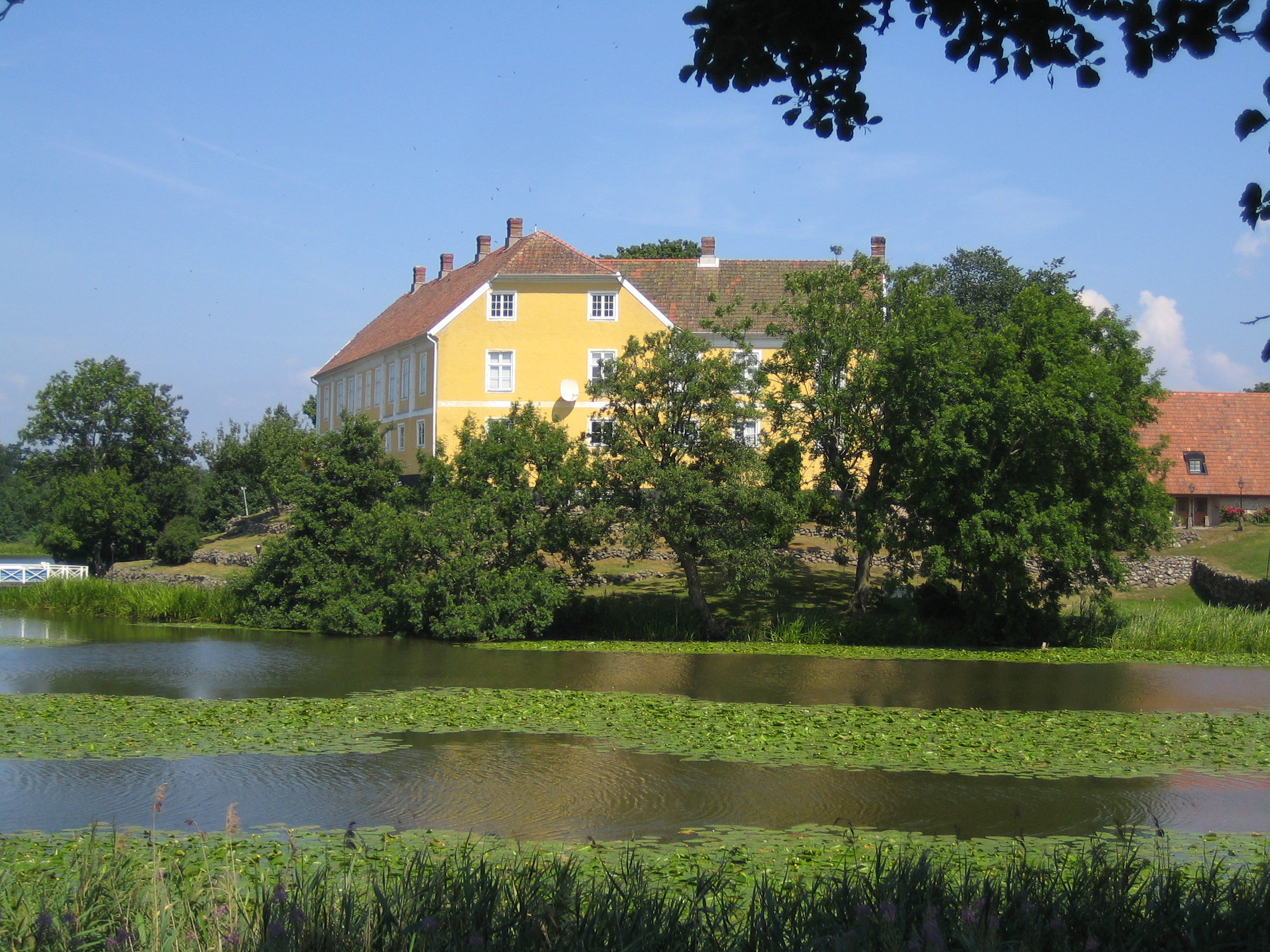
Castillo de Vallen

El Castillo de Vallen se halla en Våxtorp en el condado de Halland, Suecia. La propiedad fue fundada por primera vez en el siglo XIII por el caballero Peder Laxmand. Para 1400 el lugar era propiedad de los hermanos Åke y Povel Laxmand. El castillo finalmente construido en el lugar fue incendiado y saqueado múltiples veces durante las guerras entre Suecia y Dinamarca.
En 1654 el último propietario danés de la finca cedió la propiedad a Suecia. Ese año, fue adquirida por el gobernador de condado sueco Magnus Durell. Su esposa, Birgitta Durell, hizo de la finca la base de una próspera industria, en la que campesinos de la provincia de Halland le tejían calcetines que vendía al Ejército sueco: esta industria, con base en el castillo de Vallen y a veces conocida como manufactura de Laholm, fue mantenida por la familia durante más de un siglo.